# 小行星2764
小行星2764（2764 Moeller）是一颗围绕太阳公转的小行星。1981年2月8日，諾曼·G·托馬斯在可可尼诺县发现了此天体。
該小行星以托馬斯的母親索尼婭·路易絲·莫勒-托馬斯（Sonia Louise Moeller-Thomas）命名。
这颗小行星的绝对星等为252.74587等。